# Five Nights at Freddy’s 2 (Computerspiel)
Five Nights at Freddy’s 2 (deutsch etwa: Fünf Nächte bei Freddys 2; oft mit FNAF 2 bzw. FNaF-2 abgekürzt) ist ein Indie-Survival-Horrorspiel und der Nachfolger von Five Nights at Freddy’s. Es wurde von Scott Cawthon erdacht und über die Internet-Vertriebsplattform Desura am 11. November 2014 erstveröffentlicht. Versionen des Spiels wurden für Windows, iOS, Android, Windows Phone, Linux, PlayStation (Sony), Xbox (Microsoft) sowie Switch (Nintendo) entwickelt. Am 2. März 2015 kam der dritte Teil Five Nights at Freddy’s 3 heraus und am 23. Juni 2015 folgte der als finales Kapitel beschriebene vierte Teil Five Nights at Freddy’s 4. Am 31. Oktober 2019 wurde Five Nights at Freddy’s 2 aktualisiert.
Das Point-and-Click-Spiel handelt von einer fiktiven Pizzeria, in der sich des Nachts elf Animatronics verselbstständigen und den dort arbeitenden Nachtwächter bedrohen. Der Spieler übernimmt die Kontrolle über diesen Nachtwächter. Die Nächte dauern jeweils 6 Stunden (in Echtzeit einige Minuten). Innerhalb dieser Zeitspanne erwachen die Animatronics zum Leben und nehmen Kurs auf das Büro des Wächters. Da es nicht möglich ist den Raum zu verlassen, können die Animatronics über die im Lokal verteilte Überwachungskameras im Auge behalten werden. Die Bewegung der Figuren wird von Nacht zu Nacht unberechenbarer; auch ihre Zahl erhöht sich stetig. Wird der Spieler in seinem Büro von einem Animatronic erwischt, wird dies mit einem Jumpscare quittiert. Überlebt der Spieler fünf Nächte, erhält er einen fiktiven Lohnscheck.
Five Nights at Freddy’s 2 sollte ursprünglich erst etwa Mitte Januar 2015 erscheinen. Anfang November 2014 wurde eine Demoversion des Spiels, mit nur zwei Nächten herausgegeben. Ausgewählte YouTuber bekamen eine Version mit drei Nächten. Da diese Versionen bereits nach kurzer Zeit große Aufmerksamkeit erregten und auch fehlerfrei liefen, wurde das Erscheinungsdatum vorgezogen. Wie auch sein Vorgänger, wird Five Nights at Freddy’s 2 überwiegend positiv bewertet.

## Handlung
Five Nights at Freddy’s 2 ist handlungstechnisch ein Prequel. Die hier erzählten Ereignisse spielen chronologisch also noch vor den Ereignissen aus dem ersten Teil.
Der Spieler schlüpft in die Rolle von Jeremy Fitzgerald, der über eine Zeitungsannonce eine Stelle als Nachtwächter in der erst kürzlich wiedereröffneten Pizzeria Freddy Fazbear's Pizza angenommen hat. Bereits in der ersten Nacht erhält er einen Anruf mit einer auf Band gesprochenen Nachricht eines Unbekannten, der als Phone Guy bezeichnet wird.
Der Anrufer begrüßt Fitzgerald und erzählt ihm von den Animatronics. Diese sollen sich nachts verselbstständigen, durch die Pizzeria laufen und hartnäckig das Büro des Nachtwächters aufsuchen. Er erklärt dies damit, dass sie programmiert seien, Geräuschen zu folgen, welche in der Nacht nur aus dem Büro kämen. Außerdem seien die Animatronics mit der neuesten Gesichtserkennungssoftware ausgestattet, die zum Beispiel gesuchte Kriminelle erkennen und sofort über Polizeifunk melden könne. Die Animatronic-Softwares seien zusätzlich darauf programmiert worden, dass nach Ladenschließung keine Personen mehr anwesend sein dürfen. Daher sei es denkbar, dass die Animatronics den Wächter für ein unkostümiertes Endoskelett halten, was sie dazu verleiten könne, ihn mit Gewalt in eines der Ersatzkostüme zu zwängen. Dies könne zum Tod des Opfers führen. Deshalb werde Fitzgerald eine Freddy-Fazbear-Maske spendiert, um die Animatronics zu täuschen. In einem der Räume befinde sich außerdem eine Spieluhr, die immer wieder aufgezogen werden müsse, um einen bestimmten Animatronic abzulenken und zu „beschäftigen“.
In jeder der folgenden Nächte, mit Ausnahme der siebten, klingelt das Telefon erneut, jedes Mal ertönt eine Bandansage. Phone Guy teilt in diesen Aufnahmen mit, was derzeit tagsüber in der Pizzeria geschieht. In der vierten Nacht berichtet er, die Animatronics hätten angefangen, sich „sonderbar zu verhalten“, indem sie Kindern gegenüber umgänglich und fröhlich seien, jeden Erwachsenen hingegen „einfach nur anstarr[t]en und sich nicht mehr reg[t]en“. Es sei eine polizeiliche Untersuchung gegen den Betrieb eingeleitet worden und die Pizzeria werde möglicherweise vorübergehend geschlossen. In der fünften Nacht bestätigt Phone Guy die Schließung des Lokals. In dieser Zeit dürfe niemand, vor allem keine „ehemaligen Mitarbeiter“, den Laden betreten. Phone Guy informiert Fitzgerald zudem darüber, dass er möglicherweise bald in der Tagesschicht arbeiten werde, da es dort nun eine freie Position gebe.
In der sechsten Nacht klingt der Anrufer geradezu verblüfft darüber, dass Fitzgerald wieder zur Nachtschicht erschienen ist. Er berichtet, dass ein gelbes Ersatzkostüm unerlaubt entwendet und getragen worden sei und die Animatronics nun „überhaupt nicht mehr richtig funktionieren“ würden. Er bittet Fitzgerald, doch bitte uniformiert zur nächsten Tagschicht, der letzten vor der Schließung der Pizzeria, zu erscheinen und dafür zu sorgen, dass die Animatronics niemandem gefährlich werden könnten. In der siebten Nacht wird ein neuer Nachtwächter namens Fritz Smith eingestellt, dessen Rolle der Spieler ebenfalls übernimmt. Dieser wird allerdings gefeuert, weil er sich unerlaubt an den Animatronics zu schaffen gemacht hat und laut Kündigungsschreiben „stinkt“.
Hinweise darauf, dass die Handlung von Five Nights at Freddy’s 2 vor dem ersten Teil spielt, liefern die Gespräche mit Phone Guy. Diesen ist zu entnehmen, dass die merkwürdigen Vorkommnisse um die Animatronics gerade erst begonnen haben. Überdies lassen seine Bemerkungen den Schluss zu, dass einer der Angestellten verschwunden sein muss, da der Spieler überraschend dessen Tagschicht bei einem Kindergeburtstag übernehmen soll. Auch klingt Phone Guy noch nicht so nervös wie im ersten Spieleteil. Ein weiterer, wichtiger Hinweis auf den wahren Ereigniszeitraum sind die Lohnschecks, die Fitzgerald am Ende der fünften und sechsten Nacht überreicht werden. Auf ihnen ist als Aushändigungsdatum das Jahr 1987 angegeben, während Phone Guy im ersten Teil einen in der Vergangenheit liegenden „Biss von ’87“ erwähnt, nach dem entschieden wurde, die Animatronics nicht mehr frei herumlaufen zu lassen.

## Charaktere

### Menschen
In Five Nights at Freddy’s 2 gibt es vier Protagonisten: Jeremy Fitzgerald und Fritz Smith, deren Rolle der Spieler übernimmt, Phone Guy, der hin und wieder Tipps gibt und das leitende Unternehmen, Freddy Fazbear Entertainment, dessen Rolle allerdings zweifelhaft ist.
- Jeremy Fitzgerald: Über ihn ist wenig bekannt. Sein Aussehen wird dem Spieler vorenthalten, es liegt auch keine offizielle Personenbeschreibung vor. Es ist ebenfalls unbekannt, wann Fitzgerald seinen Job antritt. Warum Fitzgerald trotz der lebensbedrohlichen Umstände im Dienst bleibt, ist ebenso unbekannt und daher Gegenstand von Diskussionen unter den Fans der Serie. Gemäß einer weit verbreiteten (aber unbestätigten) Theorie könnte Fitzgerald das Opfer des Biss von ’87 gewesen sein.

- Fritz Smith: Auch über Smith ist fast nichts bekannt. Er kommt nur in der siebten Nacht vor. Die Telefonate mit Phone Guy lassen darauf schließen, dass er die kurzfristig einspringende Vertretung für Fitzgerald ist, nachdem Letzterer überraschend zur Tagesschicht berufen wurde. Smith wird allerdings wegen angeblichen „Geruchs“ (im engl. Original lautet der beigefügte Kündigungsgrund odor) und unerlaubtem Verstellen der Programmierung der Animatronics gleich nach der ersten Schicht gefeuert.

- Phone Guy: „Phone Guy“ (deutsch „Telefon-Typ“) ist die Bezeichnung für den ominösen Anrufer, der für jede Nacht eine auf Band gesprochene Nachricht hinterlässt. Er tritt niemals persönlich in Erscheinung und bislang wurde ihm auch kein bürgerlicher Name zugewiesen. Sein Verhalten wirkt unbekümmert und leutselig. Aufgrund bestimmter Aussagen wird oft gemutmaßt, dass Phone Guy mehr über die verschwundenen Kinder und die Animatronics wisse, als er preisgebe. Teilweise wird auch vermutet, dass er der Mörder sei. Phone Guy gibt an sein Lieblingsanimatronic sei Foxy und räumt gleichzeitig ein, dass er sich vor The Puppet geradezu fürchte. Seine Angewohnheit, die Bedrohung durch die Animatronics herunterzuspielen, könnte daher rühren, dass er tagsüber arbeitet (was er in mehreren Bandansagen andeutet). Ihm ist daher vielleicht nur das Verhalten der Figuren während des Tages bekannt.

- Freddy Fazbear Entertainment: Das Unternehmen Freddy Fazbear Entertainment ist der eigentliche Auftraggeber von Fitzgerald, Smith und Phone Guy. Vom Unternehmen selbst tritt niemand persönlich in Erscheinung. Verfolgt man die Gespräche mit Phone Guy aufmerksam, stellt sich heraus, dass es vor der Eröffnung von Freddy Fazbear’s Pizzeria bereits ein weiteres Lokal namens Fredbear’s Family Diner gegeben hat, welches aber schließen musste. Es wird spekuliert, dass das Firmenmaskottchen, Freddy Fazbear eine längere Vorgeschichte hat und vielleicht sogar schon in Fredbear's Family Diner eingesetzt wurde.

- Purple Guy (deutsch „Purpurner Mann“): Der purpurne Mann erscheint ausschließlich in den Minispielen. Seine Rolle in diesen Spielen lässt darauf schließen, dass er für die Morde in Five Nights at Freddy’s verantwortlich ist. Sein Sprite wird komplett purpur-violett dargestellt. In dem Minispiel „Save them!“ scheint er einen Telefonhörer in der rechten Hand zu halten und eine goldfarbene Dienstplakette zu tragen. Dies hat zu der Vermutung geführt, dass er mit Phone Guy identisch sein könnte, oder ein anderer, ehemaliger Sicherheitsbeamter der Freddy-Fazbear-Kette war. Dies lässt sich aus einer bestimmten Bemerkung seitens Phone Guys herleiten: in der 5. Nacht gibt dieser an, es sei überraschend eine Stelle in der Tagesschicht frei geworden, an die man Fitzgerald verlegen wolle. Dieser Umstand könnte sich auf den purpurnen Mann beziehen.

### Animatronics
In Five Nights at Freddy’s 2 gibt es elf anthropomorphe Animatronics sowie einige Zusatzcharaktere. Allen Gegnern ist gemeinsam, dass sie sich nicht bewegen wenn sie beobachtet werden, außer sie führen einen Jumpscare aus. Die einzige Ausnahme ist Toy Bonnie. In Five Nights at Freddy’s 2 sind alle Animatronics aus dem ersten Spieleteil in einem stark beschädigten Zustand vertreten, zusammen mit ihren modernisierte Gegenstücken, welche Toy-Animatronics genannt werden. Zwei weitere Animatronics sind komplett neu.

#### Wiederkehrende Animatronics
- Freddy Fazbear: Er ist das namensgebende Maskottchen. Ein dicklicher, brauner Teddybär mit kleiner, schwarzer Fliege und kleinem, schwarzem Zylinder. In seiner rechten Hand hält er ein silbern verchromtes Mikrofon. In FNaF 2 ist er von Löchern übersät. Freddy Fazbear ist von der dritten Nacht an aktiv. Er betritt das Büro durch den mittleren Flur, ist aber weniger aggressiv als die anderen alten Animatronics.
- Bonnie the Bunny: Ein lavendelblauer Hase mit roter Fliege. Er ist am stärksten beschädigt, sein komplettes Gesicht fehlt und sein linker Arm ist ausgerissen. Bonnie ist sehr aggressiv und greift den Nachtwächter oft an. Er betritt das Büro durch den linken Lüftungssacht und ist ab der dritten Nacht aktiv.
- Chica the Chicken: Ein senfgelbes Küken, das ein weißes Lätzchen mit der Aufschrift „Let’s eat!“ (deutsch „Lass uns essen!“) um den Hals trägt. Sie wirkt ebenfalls stark lädiert, ihre Hände sind abgerissen und die Arme unbeweglich. Der untere Teil ihres Schnabels hängt lose herab, was das Gebiss des Endoskeletts sichtbar macht. Chica ist ab der dritten Nacht aktiv, betritt das Büro durch den rechten Luftschacht und ist genauso aggressiv wie Bonnie.
- Foxy the Pirate Fox: Ein dürrer Fuchs mit Augenklappe und Enterhaken anstelle der linken Hand. Auffällig ist sein karmesinrotes, zerfleddertes Fell, das stellenweise fehlt, sodass das mechanische Endoskelett sichtbar ist. Außerdem fehlen einige seiner Zähne und der Kiefer scheint ausgerenkt zu sein, wodurch sein Maul fast immer offen steht. Foxy ist der einzige Animatronic, der durch das Licht der Taschenlampe abgewehrt wird; die Maske hat keinen Einfluss auf ihn. Foxy ist der aggressivste Animatronic, er erscheint sehr schnell wieder am Ende des Flures vor dem Büro, sobald er vertrieben wurde. Sogar wenn sein KI-Level in der siebten Nacht auf 0 gesetzt wird, ist er aktiv. Im normalen Spielverlauf erscheint Foxy ab der zweiten Nacht.
- Golden Freddy: Eine Version von Freddy Fazbear. Er ist nicht in der Lage, sich zu bewegen, da ihm das nötige Endoskelett fehlt. Über Golden Freddy und seine Rolle im Unternehmen ist nur wenig bekannt. Es wird teilweise vermutet, dass er entweder ein besessenes Kostüm oder eine Halluzination ist. Er sieht genauso aus wie Freddy Fazbear, hat jedoch ein gold-gelbes Fell und leere Augenhöhlen. Im Vergleich zum ersten Teil ist er heruntergekommen; auch sein linkes Ohr fehlt. Anders als im ersten Spiel ist Golden Freddy ein normaler Gegner, der das Spiel nicht zum Abstürzen bringt. Er erscheint zufällig und vergleichsweise selten im Büro, wo er dem Spieler gegenübersitzt. Der Spieler kann ihm entkommen, indem er bei Sichtung sofort seine Maske aufsetzt. Sein körperloser Kopf kann außerdem in mehrfacher Größe im Hauptflur erscheinen. Von dort greift er an, wenn er zu oft mit der Taschenlampe angeleuchtet wird. Golden Freddy ist ab der sechsten Nacht aktiv.

#### Neue Animatronics
- Toy Freddy: Er ist das Gegenstück zu Freddy Fazbear. Toy Freddy wirkt deutlich verniedlicht, sein Gesicht ist quadratischer und etwas flacher. Seine Augen sind größer und nun von Wimpern umgeben, auf seinen Backen prangen große, rosarote, kreisrunde Wangenflecken. Seine schwarze Fliege sitzt etwas tiefer und ist proportional etwas größer, darunter sitzen nun zwei schwarze Knöpfe. Auch Toy Freddy ist braun, sein Bauch und seine Oberlippen sind jedoch deutlich heller hervorgehoben. Er trägt ein Mikrofon in der rechten Hand. Toy Freddy ist deutlich weniger aktiv als die restlichen Charaktere, wirklich gefährlich wird er erst ab der 3. Nacht. Er ist ab der ersten Nacht aktiv und kommt durch den Hauptflur in das Büro.
- Toy Bonnie: Er ist das Gegenstück zu Bonnie. Bei Toy Bonnie sind die Umgestaltungen am deutlichsten zu erkennen. Er hat große, rosarote Wangenflecken, große Wimpern und je drei Schnurrhaarflecken auf den Oberlippen. Im Gegensatz zu Bonnie besitzt Toy Bonnie hasentypische Vorderzähne. Außerdem sind seine Augen proportional größer und mit smaragdgrünen Iriden versehen. Die Innenseite seiner Ohren, seine Schnute, sowie sein Bauch sind hell-pastellblau, fast weiß. Auch Toy Bonnie trägt eine rote Fliege. Wie sein Gegenstück ist Toy Bonnie sehr aufmüpfig. Er bewegt sich schon in der ersten Nacht viel und kehrt besonders ab der 3. Nacht gehäuft zurück, wobei er allerdings den Hauptgang meidet und stattdessen durch den rechten Belüftungsschacht kriecht. Er ist der einzige Animatronic, der sich außerhalb eines Jumpscares sichtbar bewegt. Dies geschieht im Büro wenn der Spieler die Freddy-Maske aufhat und Toy Bonnie im Ausgang des Luftschachts ist.
- Toy Chica: Sie ist das Gegenstück zu Chica. Toy Chica ist deutlich kurvenreicher und schlanker, was ihre Weiblichkeit hervorhebt. Auch sie trägt rosaroten Wangenflecken und große Wimpern. Ihr Schnabel ist etwas kleiner und sie trägt nun drei auffällige Schopffedern auf dem Kopf. Auf ihrem großen Lätzchen steht nun „Let’s party!“ (deutsch „Lass uns feiern!“). Sobald sie die Bühne verlässt, verschwinden ihr Schnabel und ihre blauen Augen. Sie trägt einen Teller mit einem Modell-Muffin überall mit sich, selbst während ihrer Attacke auf den Spieler hat sie ihn noch in der Hand. Toy Chica ist zwar hin und wieder auf dem Hauptflur zu sehen, wechselt aber dann auf den linken Belüftungsschacht. Sie greift ab der ersten Nacht an.
- Mangle (deutsch „Mischmasch“ oder „Sammelsurium“, von engl. to mangle): Das Gegenstück zu Foxy. Auch Mangle ist ein Fuchs, hat allerdings weißes Fell und eine rosa Schnauze mit rosaroten Wangenflecken. Mangles Geschlecht ist umstritten. Einerseits trägt es einen mit Lippenstift aufgemalten Kussmund und rosarot lackierte Nägel, andererseits wird Mangle von „Phone Guy“ stets mit „Er“ angeredet. Mangles Name ist eine Andeutung auf die absonderlich deformiertes Gestalt des Charakters: Mangle sollte die Kleinkinder in der Krabbelecke unterhalten. Die Kinder hatten jedoch viel Spaß daran, Mangle jeden Tag auseinanderzunehmen, weswegen das Personal von Freddy Fazbear’s Pizza ständig damit beschäftigt war, es nach jedem Feierabend wieder zusammenzusetzen. Die Angestellten beschlossen schließlich, dass es sich nicht lohne, Mangle jeden Tag zu reparieren und ließen es als eine Art dreidimensionales Puzzlespiel zurück. Seitdem ist es eine unförmige Gestalt aus Endoskelettteilen mit zwei Köpfen und ohne den Großteil des zugehörigen Kostüms. Mangle kann sich, wie eine Spinne, Wände und Decken entlang hangeln. Es erscheint sowohl auf dem Hauptflur als auch im rechten Belüftungsschacht, kann aber nur über letzteren eindringen. Wird Mangle nicht rechtzeitig durch die Freddy‐Maske abgewehrt, betritt es den Raum und hängt sich an der Decke des Büros fest. Dort gibt es ein lautes Störsignal wie von einem defekten Radio von sich. Von nun an kann Mangle jederzeit einen Jumpscare ausführen, ohne das dies verhindert werden kann. Mangle bewegt sich ab der zweiten Nacht.
- Balloon Boy (deutsch „Ballon-Junge“), auch mit BB abgekürzt: Ein neu eingeführter Animatronic. Balloon Boy hat die Gestalt eines fast kugelrunden, kleinen Jungen. Er hat große, blaue Augen, eine spitze, rote Nase und braune, kinnlange Haare. Er trägt eine schirmlose, runde Kappe mit Propeller auf dem Kopf, ein beknopftes Hemd mit ellenbogenlangen Ärmeln und eine dunkelblaue Hose. Kappe, Hemd und Socken tragen allesamt abwechselnd rote und blaue Längsstreifen. In der linken Hand hält Balloon Boy ein Schild mit der Aufschrift „Balloons!“, in der rechten Hand hält er einen rot-gelben Modell-Ballon. Balloon Boy kann den Spieler zwar nicht selber angreifen, schaltet aber dessen Licht ab. Dies lässt den Spieler ohne Schutz gegen den Animatronic Foxy zurück, weil dieser nur mit dem Licht abgewehrt werden kann. Balloon Boy fängt an permanent zu lachen, wenn er im Büro ist, was die Animatronics vermehrt anlockt. Er aktiviert sich in der zweiten Nacht und dringt durch den linken Luftschacht ein.
- The Puppet (deutsch „Die Marionette/Puppe“), auch schlicht Puppet genannt: Ebenfalls neu. Puppet ist eine dürre, schlaksige und pechschwarze Marionette mit einer weißen Clownsmaske. Diese besitzt rosarote Wangenflecken sowie zwei vertikale, blauviolette Streifen unter den Augenhöhlen, die Streifen aus Tränen andeuten sollen. Sie verbirgt sich in einer riesigen, dunkel-graublauen Musikbox, die immer wieder aufgezogen werden muss. Solange die Musikbox spielt, bleibt Puppet in ihrer Schachtel. Hört die Spieluhr auf zu musizieren, steigt Puppet aus der Box empor und nähert sich in Windeseile dem Büro. Ihr Wirkprinzip entspricht somit einem altmodischen Schachtelteufel. Puppet kann als einziger Animatronic nicht abgewehrt werden, sobald sie einmal ihr Versteck verlassen hat, selbst mit der Maske nicht.

#### Sonstige Gegner („Halluzinationen“)
- Shadow Freddy (deutsch „Schatten-Freddy“): Eine dunkelviolette Version von Golden Freddy mit auffällig leuchtenden Zähne und Augen. Shadow Freddy erscheint selten im Parts/Service-Raum an der Stelle, an der üblicherweise Bonnie sitzt. Guckt der Spieler Shadow Freddy zu lange an, stürzt das Spiel ab.
- Shadow Bonnie/RWQFSFASXC: Eine pechschwarze Version von Toy Bonnie, mit anders geformten, leuchtenden Zähnen und leuchtenden Augen. Shadow Bonnie erscheint selten in der linken Ecke des Büros. Setzt der Spieler bei seiner Erscheinung nicht sofort die Maske auf, stürzt das Spiel ab. Sein offizieller Name ist RWQFSFASXC.
- Endoskelett: Das Endoskelett ist ein silbern verchromtes Endoskelett, das unkostümiert im Lokal erscheint. Es kann nahe der Geschenkebox der Puppet und im linken Belüftungsschacht gesichtet werden. Es erscheint nie im Büro und bedroht den Spieler auch sonst nicht. Möglicherweise ist es eine reine Halluzination. Alternativ dazu wird vermutet, dass das Endoskelett zu „Golden Freddys“ leerem Kostüm gehört. Aufgrund der Form seiner Ohren wird auch manchmal angenommen, das Skelett gehöre zu einer Version von Foxy.

## Spielprinzip
Five Nights at Freddy’s 2 gehört dem Genre des Survival Horrors an. Der Spieler soll nicht nur durch Jumpscares erschreckt, sondern auch durch das gezielte und geschickte Schüren von Angst und Paranoia herausgefordert und unterhalten werden. Ziel des Spiels ist es, fünf Nächte zu überleben.
Zwei weitere Nächte stehen als Bonus-Level zur Verfügung, wobei die sechste Nacht deutlich schwieriger als die vorhergehenden ist, während der Spieler in der siebten Nacht den Schwierigkeitsgrad für zehn Animatronics individuell einstellen.

### Steuerung
Five Nights at Freddy’s 2 kann sowohl auf Windows-PCs, Linux-PCs, Android-fähigen Geräten und/oder iOS-Rechnern gespielt werden. Die Steuerung findet bei Windows und Linux per Mausklick und Tastatur statt, bei Android, Windows Phone und iOS per Touchscreen und bei den Konsolenversionen über die jeweiligen Knöpfe und Tasten.

### Spielregeln
Gespielt wird im Einzelspielermodus aus der Egoperspektive. Der Spieler befindet sich in einem Büro, von dem aus er das Geschehen steuert. Per Tastaturbedienung kann er zwischen Büro und dem kleinen Überwachungsmonitor seines Tablets wechseln. Auf dem Überwachungsmonitor kann zwischen mehreren Überwachungskameras gewechselt werden. Ansonsten ist die Sicht des Spielers auf den linken und rechten Belüftungsschacht des Büros, sowie auf den Hauptflur beschränkt, er kann seine Räumlichkeit nicht verlassen.
Jede Nachtschicht beginnt um 12:00 Uhr Mitternacht und endet um 6:00 Uhr morgens. In Echtzeit dauert eine Nacht in den Windows- und Linux-Versionen jeweils etwa acht bis neun Minuten, in den Android-, Windows Phone- und iOS-Versionen sind es nur knapp fünf bis sechs Minuten. Der Spieler muss sowohl die beiden Belüftungsschächte, den Hauptflur als auch die Überwachungsbildschirme im Auge behalten. Die Animatronics nähern sich auf verschiedene Weise dem Büro und versuchen, den Spieler zu überfallen. Über die Überwachungskameras kann der Spieler die Routen nachverfolgen, die die Animatronics bei ihrer Nachtwanderung durch das Gebäude nehmen. Bewegt sich der Animatronic, der gerade auf dem Bildschirm zu sehen ist, wird die zugehörige Kamera kurz abgeschaltet.
Der Spieler muss eine eigens für ihn bereitgestellte Freddy-Maske aufsetzen, sobald einer der Animatronics im Büro oder im Belüftungsschacht erscheint. Es steht außerdem eine Taschenlampe zur Verfügung, mit der der Flur ausgeleuchtet werden kann. Allerdings ist der Batterievorrat für jede Nacht begrenzt und mit jeder Nacht leeren sich die Batterien immer schneller. Des Weiteren muss der Spieler eine Spieluhr, die auf einer der Kamerabildschirme zu sehen ist, kontinuierlich aufziehen. Wird dies vernachlässigt, hört die Spieluhr auf Musik zu spielen und der Charakter The Puppet erwacht, welcher durch kein anderes Mittel aufgehalten werden kann.
Ist sämtlicher Batteriestrom aufgebraucht, können Flur und Belüftungsschächte nicht mehr beleuchtet werden, was es unmöglich macht den Animatronic Foxy aufzuhalten. Schafft einer der Animatronics es den Wächter zu ergreifen, kommt es zu einem Jumpscare, der den Angriff dieses Animatronics auf den Spieler zeigt. Der Game-over-Bildschirm zeigt die Freddy-Maske aus der Sicht des Wächters. Freddy Fazbear ist zu erkennen, wie er den Spieler anstarrt.

### Minispiele
In Five Nights at Freddy’s 2 gibt es Minispiele, die zufällig nach einem Jumpscare starten können. Die Grafik der Minispiele ist jener des Atari 2600 nachempfunden. Während der Minispiele schlüpft der Spieler in die Rolle von einem Charakter der Serie und muss bestimmte Aufgaben erfüllen. Die Minispiele detaillieren wichtige Momente aus der Handlung der Serie. Die Steuerung erfolgt in allen Spieleversionen über die Tastatur oder über den Touchscreen, durch das Drücken der Tasten „W“, „S“, „A“ und „D“ kann der Spieler die Richtung bestimmen. Folgende Minispiele gibt es (Namen sind inoffiziell):
- Save them! (deutsch „Rette sie!“). Der Spieler muss als Freddy Fazbear dem Marionetten-Animatronic Puppet durch die Pizzeria in der FNaF 2 stattfindet folgen. Freddy wird immer zu einem Raum mit einer riesigen Geschenkschachtel und einem toten Kind geführt. Auch im Rest des Gebäudes sind tote Kinder zu finden, insgesamt fünf. Die anderen Animatronics sind ebenfalls im Gebäude zu finden. Verstreicht eine gewisse Zeit oder werden bestimmte Objekte berührt, endet das Spiel mit einem rot flimmernden Störbild. Danach erscheint das Hauptmenü von Five Nights at Freddy’s 2. Selten erscheint im Minispiel eine purpur dargestellte Person, die auf Freddy zuläuft. Erwischt sie ihn, erscheint ein blau flimmerndes Störbild mit den Worten „You can’t“ (dt.: „Du kannst (es) nicht“), woraufhin FNaF 2 sich selbst schließt. Während des ganzen Spiels buchstabiert eine robotische Stimme „Save them“.
- Give gifts, give life! (deutsch „Gib Geschenke, gib Leben!“). In diesem Spiel schlüpft der Spieler in die Rolle der Puppet. In einem einzigen Raum befinden sich vier tote Kinder. Zunächst muss Puppet der Anweisung „Gib Geschenke!“ folgen und jedem der Kinder ein Geschenk überreichen. Anschließend erscheint die Aufforderung „Gib Leben!“, woraufhin der Spieler erneut die Kinder anwählen muss. Dieses Mal setzt Puppet den Leichnamen Masken der vier Haupt-Animatronics Freddy, Bonnie, Chica und Foxy auf. Ist die Aufgabe erfüllt, erscheint für den Bruchteil einer Sekunde eine fünfte Kinderleiche in der Mitte des Raumes und das Spiel endet mit einem Jumpscare durch Golden Freddy. Während des Spiels buchstabiert eine Roboterstimme „Help them“ (dt.: „Hilf ihnen“).
- Take cake to the children! (deutsch „Bringe den Kindern Kuchen!“). Hier muss der Spieler als Freddy Fazbear sechs Kindern Kuchen bringen, auf den sie warten. Bekommen sie ihren Kuchen, leuchten die Figuren grün und lächeln. Lässt Freddy sie allerdings zu lange warten, werden die Figuren rot und gucken böse. Unterdessen steht ein weinendes Kind draußen vor der Tür. Mit fortschreitender Zeit bewegt sich Freddy immer langsamer. Nach ein paar Sekunden Spielzeit in diesem Minispiel fährt ein purpurnes Auto heran, aus dem ein gleichfarbiger Mann aussteigt und das weinende Kind ermordet. Daraufhin endet das Minispiel durch einen Jumpscare der Puppet. Eine Roboterstimme buchstabiert derweil „Save him“ (dt.:„Rette ihn“).
- Foxy Go! Go! Go!. Der Spieler muss als Foxy sein Versteck – Pirate Cove aus Five Nights at Freddy’s – verlassen und in das Zimmer nebenan gehen. Dort warten fünf jubelnde Kinder auf ihn. Dies wiederholt sich zwei Mal, beim dritten Mal steht ein purpurner Mann grinsend in der linken Ecke. Wenn Foxy nun das Nebenzimmer betritt, sind alle fünf Kinder tot. Das Minispiel endet mit einem Jump-Scare durch Foxy.

## Entwicklungsgeschichte
Five Nights at Freddy’s 2 wurde von dem Spieledesigner Scott Cawthon erdacht und programmiert, nachdem der erste Spieleteil ein Überraschungserfolg war. Ursprünglich war eine Veröffentlichung und Freigabe erst zu Beginn des Jahres 2015 vorgesehen. Das Spiel wurde am 12. September 2014 durch ein Poster auf Cawthons Website angekündigt. Über die folgenden Tage erschienen mehrere weitere Bilder. Zum 10. November hin wurde ein Trailer auf seinem YouTube-Kanal veröffentlicht. Am 11. November wurde das Spiel über die Internet-Vertriebsplattform Desura veröffentlicht. Bis zum 6. Dezember wurden alle mobile Versionen herausgegeben, am 31. Dezember kam eine Linux-fähige Version beider Spieleteile heraus. Alle Vollversionen des Spiels sind kostenpflichtig. Am 29. Oktober 2019 wurden überarbeitete Versionen des Spiels für Android und iOS rausgegeben, die von Clickteam entwickelt wurden, der Firma die die Spielengine entwickelt hat auf der Five Nights at Freddy’s 2 basiert. Dieselbe Firma entwickelte auch die Konsolenports des Spiels, welche am 29. November 2019 erschienen.

## Rezeption

### Spielekritiken
Five Nights at Freddy’s 2 erhielt sowohl positive als auch gemischte Kritiken. Die Spielereview-Plattform Gamerankings.com vergab 66,25 % von möglichen 100 %, basierend auf bislang vier unabhängigen Reviews. Für die iOS-Version vergab Gamerankings.com bislang 73 % von möglichen 100 %, basierend auf drei unabhängigen Reviews. Spielekritiker Nic Rowen lobte besonders das beim Durchspielen aufkommende Gefühl, einem „beklemmenden Katz-und-Maus-Spiel hilflos ausgeliefert“ zu sein. Er hob außerdem positiv hervor, dass es Spaß mache, anderen Spielern zuzusehen, wenn sie „wie kleine Mädchen bei jedem Jump-scare kreischen“. Rowen vergab dem Spiel 7 von 10 möglichen Punkten.
Bedauert wurde lediglich der übermäßige Schwierigkeitsgrad, der besonders Anfängern reichlich Frust bescheren könne. Auch wurde es als schade empfunden, dass sich Five Nights at Freddy's 2 zu sehr an seinem Vorgänger orientiere und von der Storyline her nicht allzu viel Neues anbiete.

### Adaptionen
Ähnlich wie die fiktive Figur „Slender Man“, so haben auch beide Teile von Five Nights at Freddy's Eingang in das populäre Indie-Open-World-Spiel „Minecraft“ gefunden. Dort können Spieler wahlweise im Einzel- oder Multiplayermodus eine dreidimensionale Nachbildung von „Freddy Fazbear's Pizzeria“ erkunden, wobei sie den Animatronics ausweichen müssen. Ein ähnlicher Spieleableger ist „Five Nights at Freddy's 2 – Gmod“. Der sogenannte „Garry's Mod“ (so die volle Bezeichnung) ist ein Spieleserver, der diverse Spiele in 3D-Animationen umwandelt und Einzelspielermodi und Multispielermodi anbietet. Der Spieler kann Five Nights at Freddy's somit nun auch dreidimensional spielen. Genau wie im Originalspiel, so müssen die Abenteurer den Animatronics entkommen, können sich aber auch gegenseitig „bekriegen“. Auf dem Video-Kanal YouTube entwickeln sich sogenannte Let’s-Play-Videos zu beiden Five-Nights-at-Freddy’s-Teilen zu einem regelrechten Hype.